# جغرافیای اسپانیا

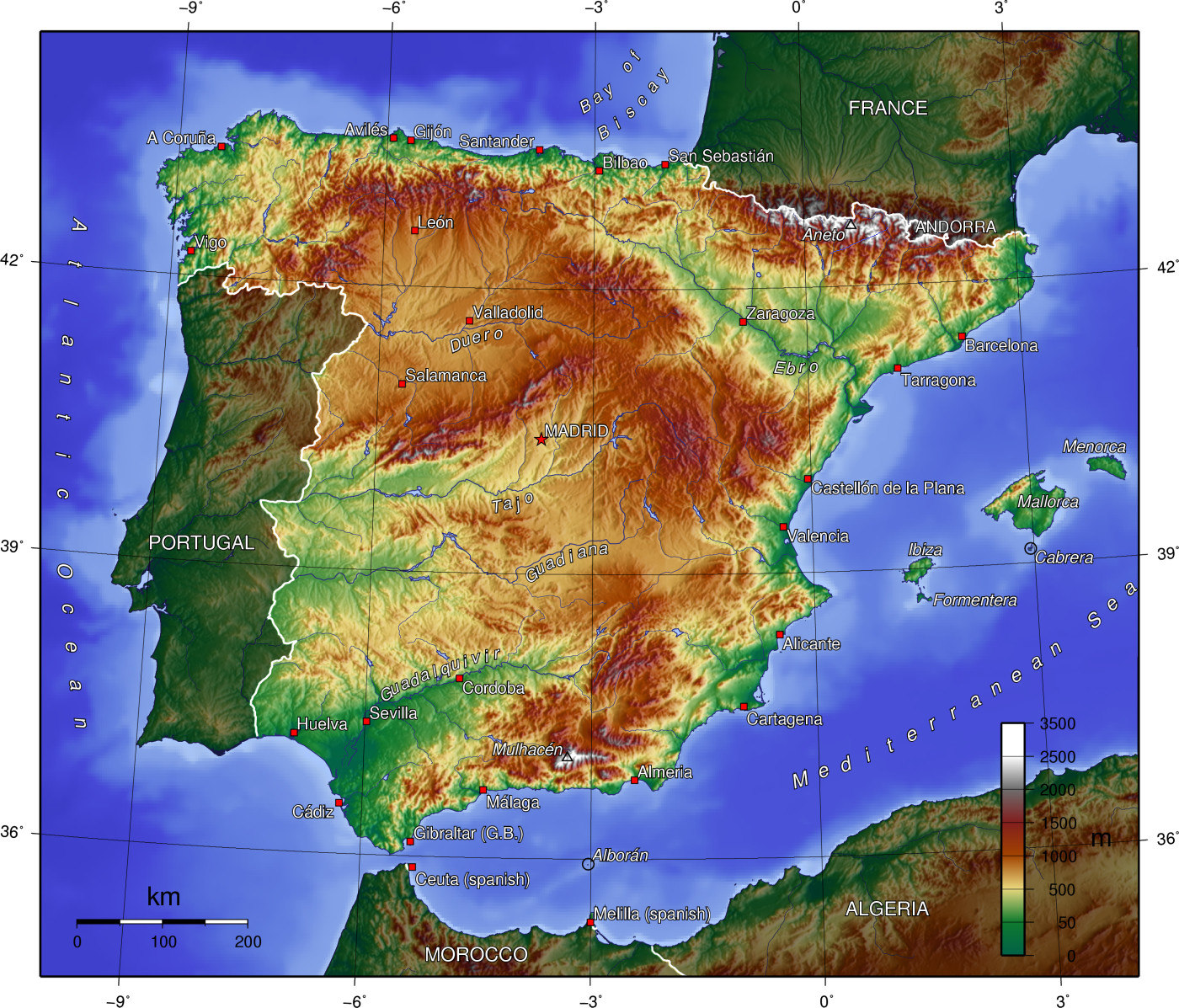
اسپانیا

اسپانیا (به اسپانیایی: España‎ [esˈpaɲa] ())، با نام رسمی پادشاهی اسپانیا کشوری مستقل و از اعضای اتحادیه اروپا است. این کشور در شبه‌جزیره ایبری در جنوب غربی اروپا قرار دارد. سرزمین اصلی اسپانیا از جنوب و شرق با دریای مدیترانه و جبل الطارق، از شمال و شمال شرق با فرانسه، آندورا و خلیج بیسکای و از غرب و شمال غرب با پرتغال و اقیانوس اطلس هم مرز است. مرز اسپانیا با پرتغال (به طول ۱۲۱۴ کیلومتر) طولانی‌ترین مرز یکپارچه در اتحادیه اروپا است. 
قلمروی اسپانیا افزون بر سرزمین اصلی شامل جزایر بالئارس در دریای مدیترانه، جزایر قناری در سواحل آفریقایی اقیانوس اطلس، دو شهر خودمختار سبته و ملیله در آفریقای شمالی هم مرز با کشور مراکش و چندین جزیره مسکونی و غیر مسکونی دیگراز جمله آلبوران، شافاریناس، آلوزماس و ولز د لا گومرا می‌باشد . با مساحت ۵۰۵۹۹۲ کیلومتر مربع، اسپانیا دومین کشور بزرگ اروپای غربی و پنجمین کشور بزرگ اروپاست و در قاره اوروپا قرار دارد.

## تقسیمات کشوری
اسپانیا ۱۷ بخش خودمختار دارد. از سوی دیگر کشور اسپانیا به ۵۰ استان نیز تقسیم شده‌است که به این ترتیب هر کدام از بخش‌های خودمختار خود به یک یا چند استان تقسیم گردیده‌اند. برای نمونه ناحیه اکسترمادورا از دو استان کاسرس و باداخوس تشکیل شده‌است. علاوه بر این هر استان به تعدادی شهرستان تقسیم شده‌است و هر شهرستان به تعدادی دهستان. اسپانیا ۸۱۰۸ دهستان دارد.

## پرجمعیّت ترین شهرها
هر دهستان اسپانیا به‌طور میانگین ۵٬۳۰۰ نفر جمعیت دارد، امّا دامنه تغییرات زیاد است. پرجمعیّت‌ترین دهستان اسپانیا مادرید با ۳٬۱۲۸٬۶۰۰ (۲۰۰۶) نفر جمعیّت است. در حالی‌که چندین دهستان نیز وجود دارند که جمعیتشان کمتر از ۱۰ نفر است. جدول زیر ده تا از پرجمعیّت‌ترین دهستان‌های اسپانیا را نشان می‌دهد.
| #  | شهر        | بخش خودمختار                 | جمعیت (۲۰۰۶) |
| -- | ---------- | ---------------------------- | ------------ |
| ۱  | مادرید     | مادرید (بخش خودمختار)        | ۳٬۱۲۸٬۶۰۰    |
| ۲  | بارسلونا   | کاتالونیا                    | ۱٫۶۰۵٫۶۰۲    |
| ۳  | والنسیا    | بخش خودمختار والنسیا         | ۸۰۵٫۳۰۳      |
| ۴  | سویا       | اندلس                        | ۷۰۳٫۳۱۳      |
| ۵  | ساراگوسا   | آراگون                       | ۶۳۹٫۱۸۱      |
| ۶  | مالاگا     | اندلس                        | ۵۶۰٫۶۳۱      |
| ۷  | مورسیا     | مورسیا                       | ۴۵۳۲۵۸       |
| ۸  | لاس پالماس | جزایر قناری                  | ۳۷۷٫۰۵۶      |
| ۹  | پالما      | جزایر بالئاری                | ۳۷۵٫۰۳۸      |
| ۱۰ | بیلبائو    | سرزمین باسک (منطقه خودمختار) | ۳۵۳٫۱۳۵      |